# Kennedyjeva nagrada
Kennedy Center časti je vsakoletna prireditev namenjena pomembnim osebam za njihove življenjske prispevke ameriški kulturi države ZDA. Za nagrado ni potrebno imeti ameriškega državljanstva, časti se pa predvsem pomembne glasbenike, igralce, kulturne ikone. Prireditev se je pričela z letom 1978 in velja za izredno prestižno prireditev, katere se praviloma udeleži predsednik države in kulturna elita, saj počaščene osebe na prireditvi ne nastopajo, prireditev se odvija s čaščenjem njihovega dela s pomočjo njihovih, mlajših, kolegov. Ves čas se ta prireditev izvaja v Washingtonu D.C. v Operni hiši kulturnega središča Kennedy Center.

## Zgodovina
Prireditev je bila sprva organizirana kot zasebna pobuda uporabe nove operne hiše v namen večjega namena. Že od začetka se prireditev posreduje televiziji, a ne v neposrednem prenosu. Sicer daljša prireditev se oskubi in očisti nepotrebnih detajlov in tako posreduje javnosti preko televizije okoli božičnih praznikov.  Prvi gostitelj prireditve je bil Leonard Bernstein, sledili pa so različni voditelji, izstopa TV novinar Walter Cronkite.
Nagrajence se izbira po predlogih javnosti, , oblikuje pa se tudi odbor predstavnikov organizatorjev in nagrajencev, ki na koncu odloča o vsakoletni peščici nagrajencev. Nagrada predstavlja odličnost v glasbi, plesu, operi, filmu in televiziji.

## Prejemniki nagrade
Večina počaščencev je bila posameznikov. Velika izjema so glasbeni skupini in nekateri pomembni pari. Predvsem izstopajo pisci, komedično in igralski pari kot sta Paul Newman in Joanne Woodward, glasbenika Pete Townshend in Roger Daltrey skupine The Who, pa tudi člani skupin Led Zeppelin in The Eagles. Nagrajenci so gledalci, opremljeni z mavričnim ovratnikom, ki je znamenje podeljene časti. 

### 1970-ta
- 1978 — Marian Anderson, Fred Astaire, George Balanchine, Richard Rodgers, Arthur Rubinstein
- 1979 — Aaron Copland, Ella Fitzgerald, Henry Fonda, Martha Graham,Tennessee Williams

### 1980-ta
- 1980 — Leonard Bernstein, James Cagney, Agnes de Mille, Lynn Fontanne, Leontyne Price
- 1981 — Count Basie, Cary Grant, Helen Hayes, Jerome Robbins, Rudolf Serkin
- 1982 — George Abbott, Lillian Gish, Benny Goodman, Gene Kelly, Eugene Ormandy
- 1983 — Katherine Dunham, Elia Kazan, Frank Sinatra, James Stewart, Virgil Thomson
- 1984 — Lena Horne, Danny Kaye, Gian Carlo Menotti, Arthur Miller, Isaac Stern
- 1985 — Merce Cunningham, Irene Dunne, Bob Hope, Alan Jay Lerner & Frederick Loewe, Beverly Sills
- 1986 — Lucille Ball, Ray Charles, Hume Cronyn & Jessica Tandy, Yehudi Menuhin, Antony Tudor
- 1987 — Perry Como, Bette Davis, Sammy Davis, Jr., Nathan Milstein, Alwin Nikolais
- 1988 — Alvin Ailey, George Burns, Myrna Loy, Alexander Schneider, Roger L. Stevens
- 1989 — Harry Belafonte, Claudette Colbert, Alexandra Danilova, Mary Martin, William Schuman

### 1990-ta
- 1990 — Dizzy Gillespie, Katharine Hepburn, Risë Stevens, Jule Styne, Billy Wilder
- 1991 — Roy Acuff, Betty Comden & Adolph Green, Fayard & Harold Nicholas, Gregory Peck, Robert Shaw
- 1992 — Lionel Hampton, Paul Newman & Joanne Woodward, Ginger Rogers, Mstislav Rostropovich, Paul Taylor
- 1993 — Johnny Carson, Arthur Mitchell, Georg Solti, Stephen Sondheim, Marion Williams
- 1994 — Kirk Douglas, Aretha Franklin, Morton Gould, Harold Prince, Pete Seeger
- 1995 — Jacques d'Amboise, Marilyn Horne, B.B. King, Sidney Poitier, Neil Simon
- 1996 — Edward Albee, Benny Carter, Johnny Cash, Jack Lemmon, Maria Tallchief
- 1997 — Lauren Bacall, Bob Dylan, Charlton Heston, Jessye Norman, Edward Villella
- 1998 — Bill Cosby, Fred Ebb & John Kander, Willie Nelson, André Previn, Shirley Temple Black
- 1999 — Victor Borge, Sean Connery, Judith Jamison, Jason Robards, Stevie Wonder

### 2000-ta
- 2000 — Mikhail Baryshnikov, Chuck Berry, Plácido Domingo, Clint Eastwood, Angela Lansbury
- 2001 — Julie Andrews, Van Cliburn, Quincy Jones, Jack Nicholson, Luciano Pavarotti
- 2002 — James Earl Jones, James Levine, Chita Rivera, Paul Simon, Elizabeth Taylor
- 2003 — James Brown, Carol Burnett, Loretta Lynn, Mike Nichols, Itzhak Perlman
- 2004 — Warren Beatty, Ossie Davis & Ruby Dee, Elton John, Joan Sutherland, John Williams
- 2005 — Tony Bennett, Suzanne Farrell, Julie Harris, Robert Redford, Tina Turner
- 2006 — Zubin Mehta, Dolly Parton, Smokey Robinson, Steven Spielberg, Andrew Lloyd Webber
- 2007 — Leon Fleisher, Steve Martin, Diana Ross, Martin Scorsese, Brian Wilson
- 2008 — Morgan Freeman, George Jones, Barbra Streisand, Twyla Tharp, The Who (Pete Townshend in Roger Daltrey)
- 2009 — Mel Brooks, Dave Brubeck, Grace Bumbry, Robert De Niro, Bruce Springsteen

### 2010-ta
- 2010 — Merle Haggard, Jerry Herman, Bill T. Jones, Paul McCartney, Oprah Winfrey
- 2011 — Barbara Cook, Neil Diamond, Yo-Yo Ma, Sonny Rollins, Meryl Streep[5]
- 2012 — Buddy Guy, Dustin Hoffman, Led Zeppelin (John Paul Jones, Jimmy Page in Robert Plant), David Letterman in Natalia Makarova[6]
- 2013 — Martina Arroyo, Herbie Hancock, Billy Joel, Shirley MacLaine, Carlos Santana[7]
- 2014 — Al Green, Tom Hanks, Patricia McBride, Sting, Lily Tomlin[8]
- 2015 — Carole King, George Lucas, Rita Moreno, Seiji Ozawa, Cicely Tyson[9]
- 2016 — Martha Argerich, Eagles (Don Henley, Timothy B. Schmit, Joe Walsh, Glenn Frey[10]), Al Pacino, Mavis Staples, James Taylor[11][12]